# L'últim samurai
L'últim samurai (títol original en anglès The Last Samurai) és una pel·lícula estatunidenca dirigida per Edward Zwick i estrenada l'any 2003. La pel·lícula compta amb la seva versió en català.

## Comentaris
Zwick ha demostrat en els seus films que li encanta ambientar les seves històries en un context el més èpic possible, que li fascinen els turbulents canvis que van tenir lloc a finals del segle xix, i que li agrada explorar el seu concepte particular del patriotisme en les més variades interpretacions. A tot això cal afegir que, en la seva faceta com a productor de gairebé tots els seus films, sent una autèntica passió per les seves històries que li permet donar-se el luxe d'alentir i estendre les mateixes fins a límits insospitats, amb la creença que aquestes són prou interessants per poder aguantar sense despentinar més de dues hores i mitja de metratge.
Logan, el guionista de Gladiator nominat a l'Oscar, van crear una figura realment turmentada, un home que ha perdut la seva fe, una figura molt vulnerable, no un típic heroi de pel·lícula.

## Repartiment
- Tom Cruise: Capità Nathan Algren
- Ken Watanabe: Lord Moritsugu Katsumoto
- Hiroyuki Sanada: Ujio
- Shin Koyamada: Nobutada
- Tony Goldwyn: Coronel Bagley
- Masato Harada: Omura
- Shichinosuke Nakamura: Emperador Meiji
- Timothy Spall: Simon Graham
- Koyuki: Taka
- Seizo Fukumoto: samurai silenciós "Bob"
- Billy Connolly: sergent Zebulon Gant
- Shun Sugata: Nakao
- Sosuke Ikematsu: Higen
- Scott Wilson: l'ambaixador Swanbeck
- Togo Igawa: general Hasegawa

## Premis
- Nominació als Oscar al millor actor secundari (Ken Watanabe), millor direcció artística i decoració (Lilly Kilvert i Gretchen Rau), millor vestuari (Ngila Dickson) i millor so (Andy Nelson, Anna Behlmer i Jeff Wexler) el 2004.
- Nominació als Globus d'Or al millor actor (Tom Cruise), millor actor secundari (Ken Watanabe) i millor banda sonora el 2004.
- Nominació al premi al millor actor (Tom Cruise) a la MTV Movie Awards de 2004.